# Adiantum davidii
Adiantum davidii är en kantbräkenväxtart som beskrevs av Adrien René Franchet. Adiantum davidii ingår i släktet Adiantum och familjen Pteridaceae. Inga underarter finns listade.